# Стефани, Лудольф Эдуардович
Лудольф Эдуардович Стефани (1816—1887) — немецко-российский филолог и археолог.

## Биография
Учился в Лейпцигском университете, где получил степень доктора философии; много путешествовал с научной целью по Европе и Малой Азии; в 1846 г. был приглашен профессором на кафедру древнеклассической филологии, эстетики и теории искусства в Императорский Дерптский университет; в 1850 г. переехал в Петербург и был избран в члены Академии наук; позже был хранителем Отделения классических древностей Эрмитажа (с 1851 года) и членом Императорской археологической комиссии.

## Труды
- «Der Kampf zwischen Theseus und Minotauros» Лпц., 1842);
- «Titulorum graecorum partes I—V» Дерпт, 1848—50);
- «Reise durch einige Gegenden des nördlichen Griechenland» (Лпц., 1843);
- «Путеводитель по античному отделению Эрмитажа» (М., 1856 г.);
- «Der ausruhende Heracles» («Memoires der Petersburger Akademie», т. VIII): «Nimbus und Strahlenkranz in den Werken der alten Kunst» (ib., т. IX; то же и на русском языке в приложении к IV т. «3аписок Академии наук»,1863 г., № 1): «Boreas und Boreaden» (ib., т. XVI);
- «Die Antikensammlung zu Pawlowsk» (ib., т. XVIII: «Antiquités du Bosphore Cimmérien» (СПб, 1854);
- «Apollon Boedromios» (СПб., 1860: на русском языке в «Записках Академии наук», 1863, № 1);
- «Parerga archaeologica», I—XXX («Bulletin de Antiquités» (изд. Академии наук);
- «Compte-Rendus de la Commission Impériale archéologique pour les années 1859—81» (21 т., СПб., 1860—83; здесь помещались исследования Стефани о предметах, поступавших в археологическую комиссию),
- «Die Vasensammlung der Kaiserlichen Ermitage» (СПб., 1869);
- «Die Silbervase von Nikopol» (СПб., 1873);
- «О подлоге имен древнеклассических художников на разных камнях» («Ученые записки Имп. академии наук», т. I)